# 小河虎彦
小河 虎彦（おがわ とらひこ、1888年4月1日 - 1975年5月8日）は、日本の弁護士、政治家。衆議院議員（1期）。

## 経歴
山口県出身。1907年、明治大学法律科卒。司法官試補となり、弁護士の業務に従事する。山口地方裁判所所属弁護士会会長、山口県議となる。
1930年の第17回衆議院議員総選挙において山口2区から立憲民政党公認で立候補したが落選した。1934年の山口2区の補欠選挙で民政党公認で立候補して当選する。衆議院議員を1期務めた。1936年の第19回衆議院議員総選挙で落選した。1975年死去。